# S-Bahn Luzern
Die S-Bahn Luzern bildet gemeinsam mit der Stadtbahn Zug das Projekt S-Bahn Zentralschweiz. Aufgrund von Kapazitätsproblemen in der Bahnhofszufahrt zum Bahnhof Luzern besteht die S-Bahn Luzern grösstenteils aus Regionalzuglinien. Es besteht nur eine einzige Durchmesserlinie. Seit der Eröffnung 2004 wurden jedoch einige neue S-Bahn-Haltestellen eröffnet. Das Netz wird durch die Schweizerischen Bundesbahnen (SBB), die BLS, die Südostbahn (SOB) und die Zentralbahn (ZB) betrieben.

## Geschichte

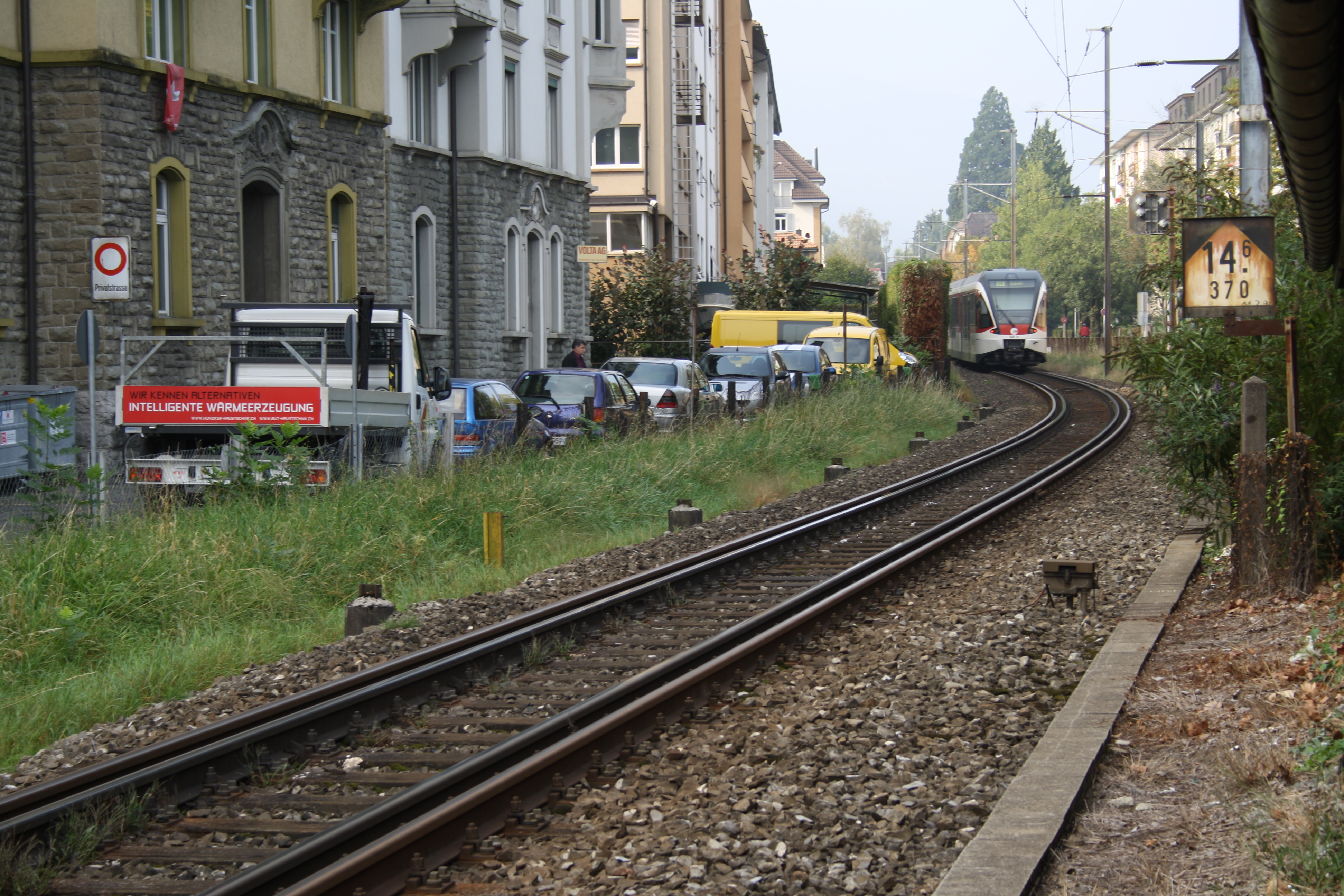
Alte Strecke der Zentralbahn in Luzern mit Meterspur-Triebzug

Die S-Bahn Luzern wurde gemeinsam mit der Stadtbahn Zug mit Fahrplanwechsel am 12. Dezember 2004 eingeführt. Da Luzern einen Kopfbahnhof besitzt, aber – anders als etwa im Raum Zürich – keine wesentlichen Investitionen in die Infrastruktur vorgenommen wurden, bestand die S-Bahn Luzern anfangs grösstenteils aus umbenannten Regionalzuglinien. Da die normalspurige Zufahrt zum Bahnhof Luzern, gebaut im 19. Jahrhundert, sehr stark ausgelastet ist, ist die Einrichtung innerstädtischer Haltestellen auf diesem Abschnitt bis heute verunmöglicht.
Neben den neuen Haltestellen der Stadtbahn Zug wurden mit der Einführung der S-Bahn Zentralschweiz vier neue Haltestellen eröffnet: Baldegg Kloster, Buchrain, Kriens Mattenhof und Wolhusen Weid. Ebenfalls wurden auf der Linie S1 die neuen Stadler Flirt eingeführt.
Im Dezember 2005 wurde die Haltestelle Ewil Maxon an der Brünigbahn in Sachseln eröffnet. Im September 2006 fuhr der Tellbus als Ergänzung zur S-Bahn erstmals zwischen Altdorf und Luzern. Mit dem Fahrplanwechsel 2006 gingen die Haltestellen Meggen Zentrum und Hochdorf Schönau in Betrieb. Auf den Fahrplanwechsel 2007 wurde der Bahnhof Luzern Verkehrshaus eröffnet. An seiner Stelle bestand zuvor die Dienststation Würzenbach der Bahnstrecke Luzern–Immensee. Gleichzeitig wurde die S3 von Arth-Goldau weiter bis Brunnen verlängert.
Im Dezember 2008 wurde der Viertelstundentakt der S1 zwischen Baar und Rotkreuz eingeführt. Gleichzeitig wurde die S18 Luzern–Sursee geschaffen, sodass die S8 nur noch zwischen Sursee und Olten verkehrt.
Mit dem Fahrplanwechsel 2010/2011 wurden die zwei Linien S32 Arth-Goldau–Rotkreuz sowie S61 Luzern–Schachen LU eingeführt, welche nur während den Hauptverkehrszeiten verkehren. Ebenfalls wurde das Flügelzugkonzept für die S-Bahnen Luzern West eingeführt, sodass die Züge nach Langnau im Emmental sowie Langenthal bis Wolhusen gemeinsam verkehren.
Im November 2012 wurde die Tieflegung der Zentralbahn in Luzern und damit auch die unterirdische Haltestelle Luzern Allmend/Messe eröffnet. Dadurch wurden die Swissporarena, die Messe Luzern sowie Teile der Quartiere Obergrund-Allmend und Sternmatt-Hochrüti erschlossen. Die Haltestelle Allmend wurde zum Fahrplanwechsel am 9. Dezember 2012 zum ersten Mal bedient. Wegen Anpassungen an den Gleisanlagen im Bereich der Bahnhofseinfahrt Luzern hielten die Züge der S4 im ersten Fahrplanjahr nur in Richtung Stans und die Züge der S5 nur in Richtung Luzern. Seit dem Fahrplanwechsel im Dezember 2013 bedienen beide Linien die Haltestelle jeweils im Halbstundentakt in beide Richtungen, durch die Versetzung des Takts entsteht so ein 15-Minuten-Takt zwischen Luzern und Hergiswil.

## Linien

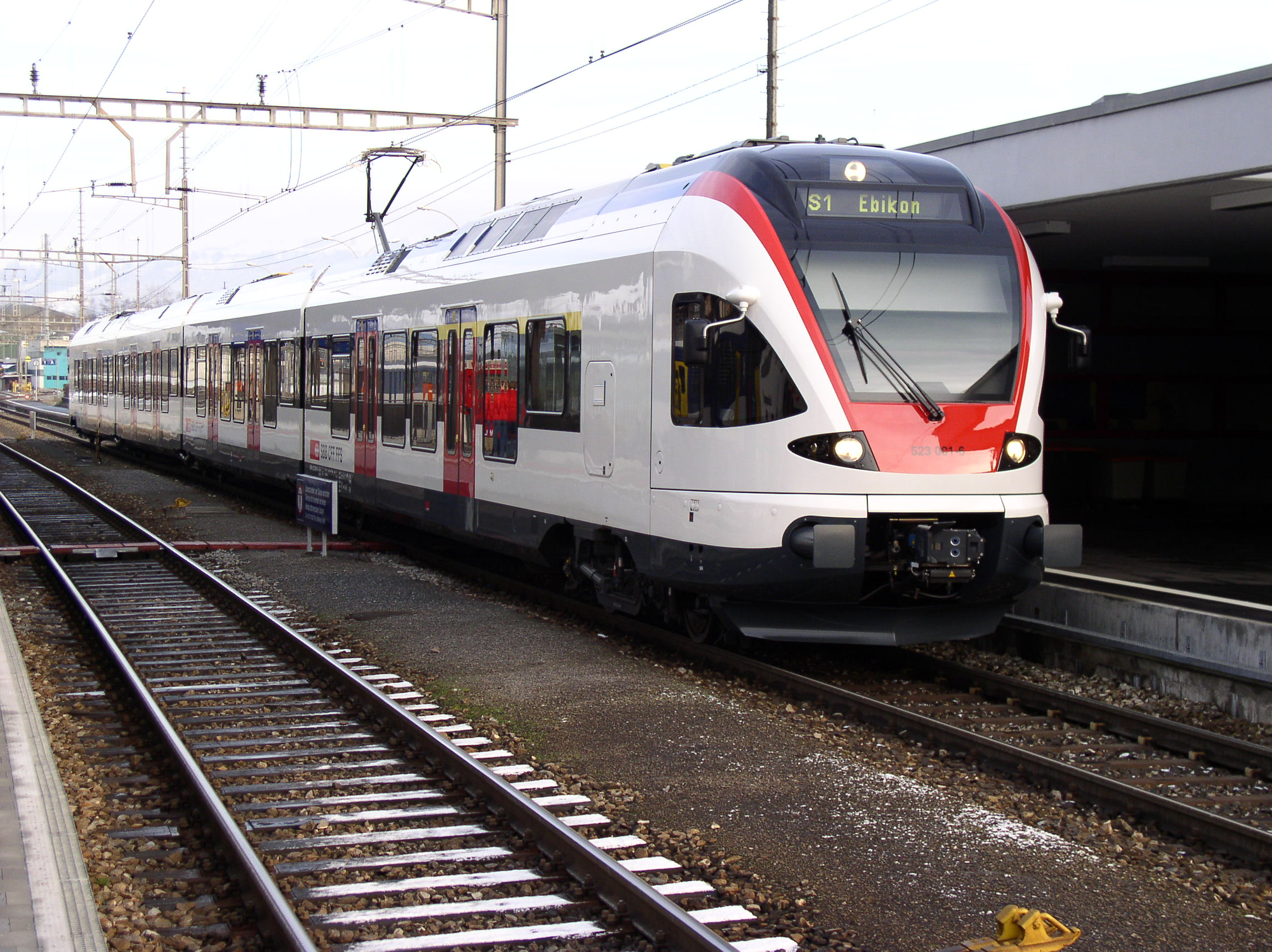
Triebzug des Typs Stadler Flirt der Stadtbahn Zug auf der S1 im Bahnhof Rotkreuz

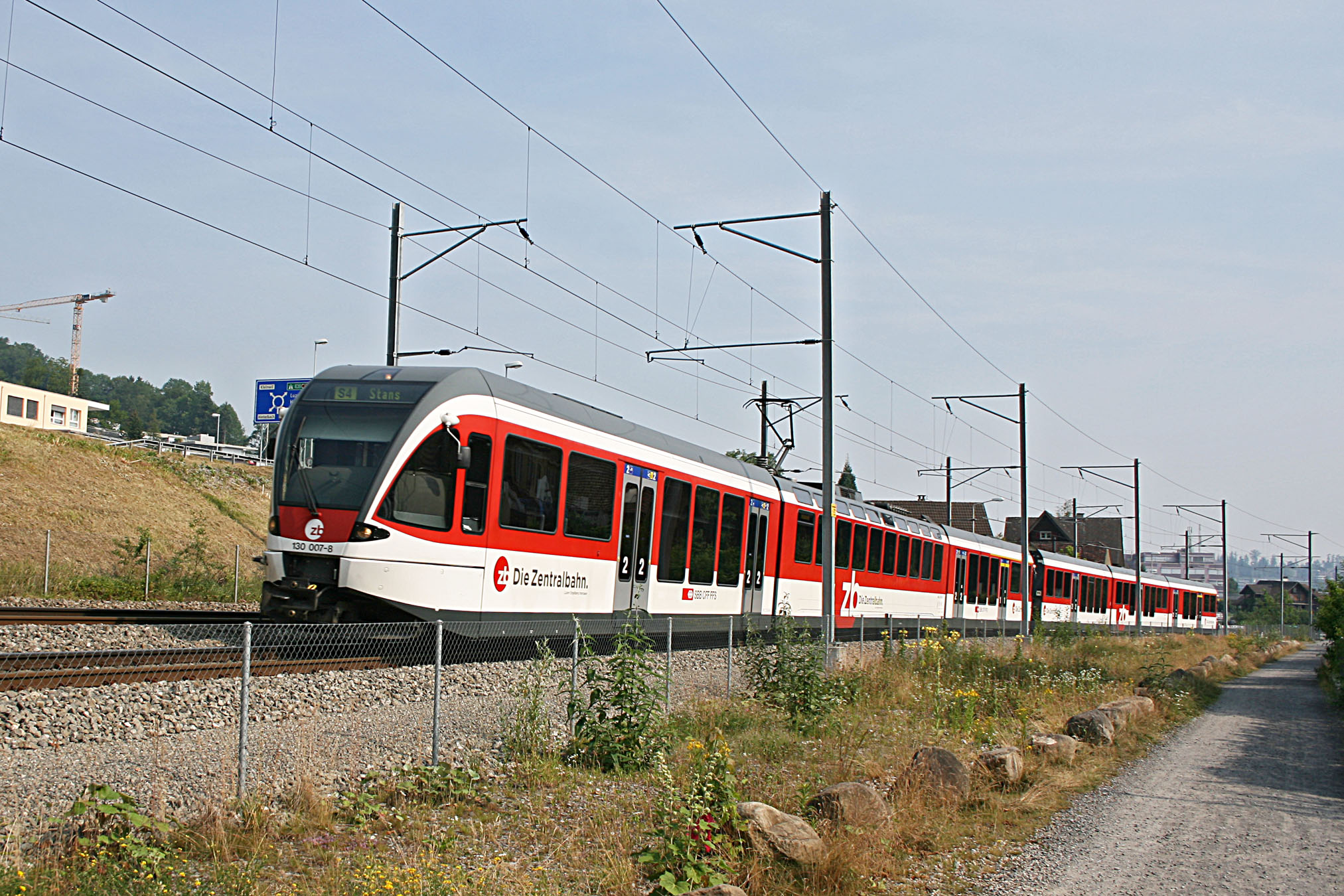
Ein Zentralbahn-Triebzug der Baureihe ZB ABe 130 bei Ennethorw

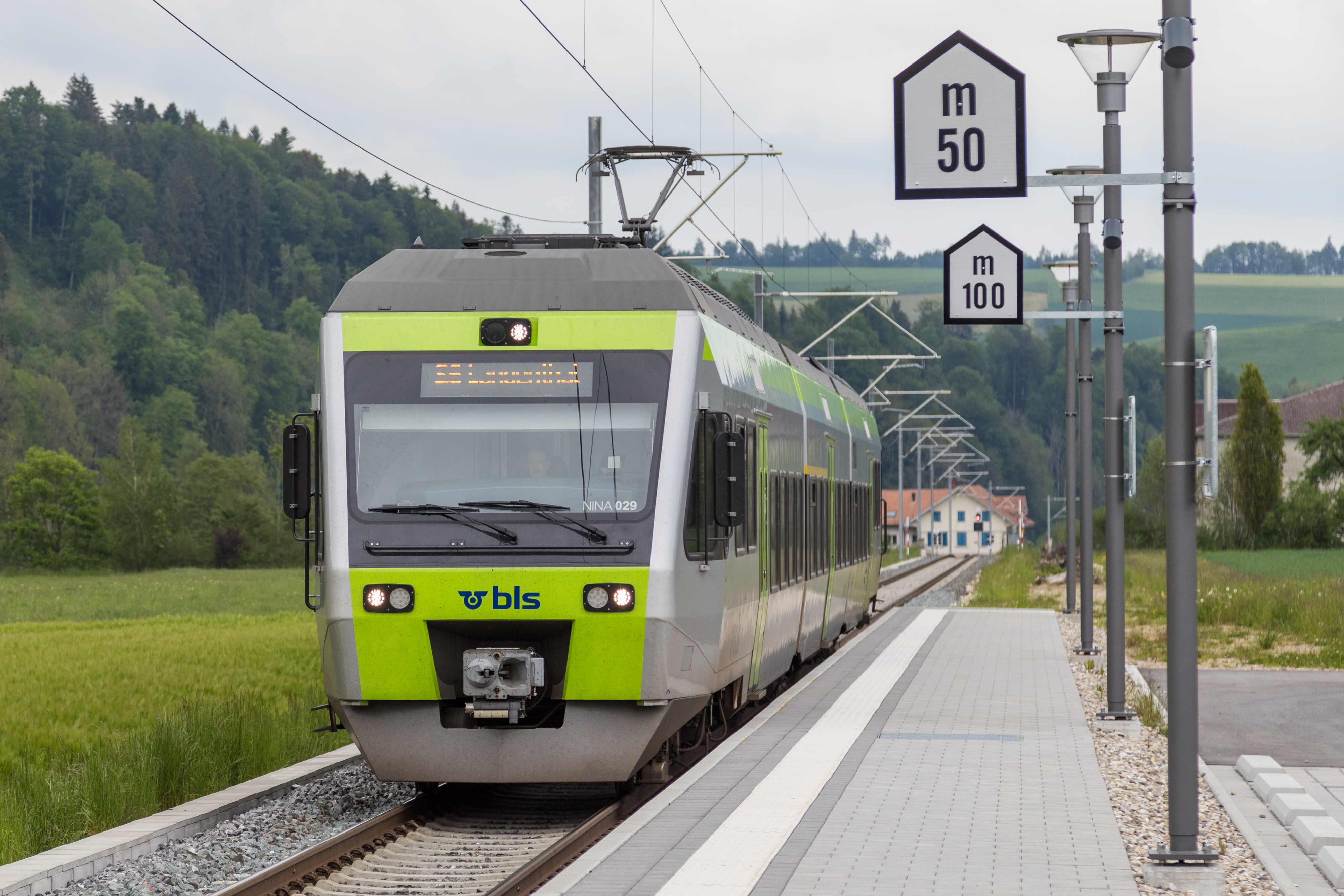
S6 nach Langenthal in Hüswil LU

Das Liniennetz der S-Bahn Luzern besteht aus folgenden Linien:

### S-Bahn
- S 1 Baar – Rotkreuz (– Luzern – Sursee)
Die Linie 1 ist ebenfalls Teil der Stadtbahn Zug und wird durch die SBB betrieben. Zwischen Baar und Rotkreuz besteht ein Viertelstundentakt, wobei jeder zweite Zug via Luzern bis Sursee verkehrt. Die S1 ist die einzige Durchmesserlinie der S-Bahn Luzern, seit dem sie durchgehend bis Sursee verkehrt und somit die S18 Luzern–Sursee ersetzt. Die Haltestelle Hünenberg Chämleten wird nur halbstündlich bedient. Als Rollmaterial werden ausschliesslich RABe 523 (Flirt), teilweise in Doppeltraktion, eingesetzt.

- SN 1 Luzern – Sursee
Seit Dezember 2021 gibt es die Nacht-S-Bahn SN1 Luzern‒Sursee.[3]

- S 2 Baar Lindenpark – Walchwil (– Erstfeld)
Die Linie 2 gehört zur Stadtbahn Zug, verkehrt aber zwischen Arth-Goldau und Erstfeld im Gebiet der S-Bahn Luzern. Die von den SBB betriebene Linie verkehrt zwischen Baar Lindenpark und Walchwil im Halbstunden- und weiter bis Erstfeld im Stundentakt. Analog zur S1 werden RABe 523 (Flirt) als Rollmaterial verwendet, welche jedoch nicht in Doppeltraktion verkehren.

- S 3 Luzern – Brunnen
Die Linie 3 verkehrt im Stundentakt zwischen Luzern und Brunnen und wird durch die SBB betrieben. Bis Arth-Goldau ergibt sich zusammen mit dem Voralpen-Express ein ungefährer Halbstundentakt, wobei dieser Meggen, Merlischachen und Immensee nicht bedient. Zwischen Arth-Goldau und Brunnen verkehren ebenfalls stündlich die S2 und der IR26/IR46 Treno Gottardo. Spätabends besteht ein Halbstundentakt bis Küssnacht, da der Voralpen-Express nicht mehr verkehrt. Es werden Fahrzeuge der Typen RABe 520 (GTW), RABe 523 (Flirt) sowie RBDe 560 (Domino) eingesetzt.

- S 31 Arth-Goldau – Biberbrugg
Die Linie 31 wird durch die Südostbahn (SOB) betrieben und verkehrt im Stundentakt zwischen Arth-Goldau und Biberbrugg. Der Voralpen-Express fährt ebenfalls auf dieser Strecke, wobei dieser zwischen Arth-Goldau und Biberbrugg nur in Rothenthurm hält. In der morgendlichen Hauptverkehrszeit wird ein Halbstundentakt angeboten. Spätabends verkehrt die S31 nicht, der Voralpen-Express hält dann an allen Stationen. Als Rollmaterial werden RABe 526 eingesetzt.

- S 4 Luzern – Stans (– Wolfenschiessen)
Die Linie 4 wird von der meterspurigen Zentralbahn betrieben. Zwischen Luzern und Stans besteht ein Halbstundentakt, jeder zweite Zug fährt weiter bis Wolfenschiessen. Die Haltestelle Niederrickenbach Station wird durch die S4 nicht bedient. Auf dem Abschnitt Stans–Wolfenschiessen ergänzt der Luzern-Engelberg-Express das Angebot zu einem Halbstundentakt. Die Züge werden mit ABe 130 (Spatz) oder ABeh 160/161 (Fink) geführt.

- S 41 Luzern – Horw
Die Linie 41 wird von der Zentralbahn seit 12. Dezember 2021 als HVZ-Ergänzung zur S4 betrieben. Sie verkehrt zwischen Luzern und Horw und dient als Entlastungszug für die S4 und S5.

- S 44 Luzern – Stans
Die Linie 44 wird von der Zentralbahn als HVZ-Ergänzung zur S4 betrieben. Sie verkehrt zwischen Luzern und Hergiswil ohne Halt und wird meist mit ABeh 160/161 (Fink) geführt.

- S 5 Luzern – Giswil
Die Linie 5 verkehrt im Halbstundentakt zwischen Luzern und Giswil und wird von der Zentralbahn mit ABe 130 (Spatz) oder ABeh 160/161 (Fink) betrieben.

- S 55 Luzern – Sachseln
Die Linie 55 wird von der Zentralbahn als HVZ-Ergänzung zur S5 betrieben. Sie verkehrt zwischen Luzern und Hergiswil ohne Halt und bedient die Stationen Alpnachstad und Sarnen Nord nicht. Als Rollmaterial werden meistens ABeh 160/161 (Fink) verwendet.

- S 6 Luzern – Wolhusen – Langnau i. E./Langenthal
Die Linie 6 wird von der BLS betrieben. Die Züge fahren gekoppelt bis Wolhusen, wo die Zugteile geflügelt werden. Ein Teil fährt durchs Entlebuch (Region) bis Langnau im Emmental, der andere durchs Luzerner Hinterland bis Langenthal. Als Rollmaterial kommen ausschliesslich RABe 528 zum Einsatz.

- S 7 Langenthal – Wolhusen (– Luzern als RE)
Die Linie 7 ergänzt zwischen Wolhusen und Langenthal die S6 zum Halbstundentakt und wird von der BLS betrieben. Der Abschnitt Willisau–Huttwil wird nur zeitweise bedient. Die Züge werden in Wolhusen mit dem RegioExpress Bern–Luzern gekoppelt, womit eine Durchbindung nach Luzern besteht. Es werden RABe 528 eingesetzt.

- S 77 Luzern – Willisau
Die Linie 77 wird als HVZ-Ergänzung zwischen Luzern und Willisau geführt. Die von der BLS betriebene Linie bedient nicht alle Haltestellen. Sie wurde erst mit dem Fahrplanwechsel im Dezember 2019 eingeführt.[4] Als Rollmaterial werden RABe 525 (Nina) eingesetzt.

- S 9 Luzern – Lenzburg
Die Linie 9 verkehrt auf der Seetalbahn zwischen Luzern und Lenzburg und wird von den SBB betrieben. Sie verkehrt im Halbstundentakt. Als Rollmaterial werden RABe 520 (GTW) eingesetzt. Diese haben ein speziell schmales Lichtraumprofil, welches auf der Seetalbahn benötigt wird, weshalb keine anderen Zugtypen eingesetzt werden können.

- S 99 Luzern – Hochdorf
Die Linie 99 verkehrt als HVZ-Ergänzung auf der Seetalbahn zwischen Luzern und Hochdorf und wird von den SBB betrieben. Die Haltestelle Emmenbrücke Gersag wird nicht bedient. Die Linie wurde mit dem Fahrplanwechsel im Dezember 2016 eingeführt.[5] Als Rollmaterial werden analog zur S9 RABe 520 (GTW) eingesetzt. Die Züge verkehren jeweils in Hauptlastrichtung zwischen den Zügen der S9 und kehren in Doppeltraktion mit den S9-Zügen wieder an den Ausgangsort zurück.

- S 26 Rotkreuz – Lenzburg (– Olten)
Die Linie 26 ist Teil der S-Bahn Aargau, wird jedoch von den SBB ebenfalls auf den Plänen der S-Bahn Luzern aufgeführt. Sie verkehrt im Halbstundentakt zwischen Rotkreuz und Lenzburg über die Aargauische Südbahn. Jeder zweite Zug wird bis Olten geführt. Die Linie wird von den SBB mit RABe 523 (Flirt) betrieben.

- S 29 (Sursee –) Zofingen – Aarau – Turgi
Die Linie 29 ist Teil der S-Bahn Aargau. Seit Dezember 2019 verkehrt sie bis nach Sursee und ersetzt damit die ehemalige S8 Sursee–Olten, wodurch sie bis ins Gebiet der S-Bahn Luzern reicht.[6] Die Linie verkehrt zwischen Turgi und Zofingen halbstündlich, wobei jeder zweite Zug weiter bis Sursee fährt.

### RegioExpress

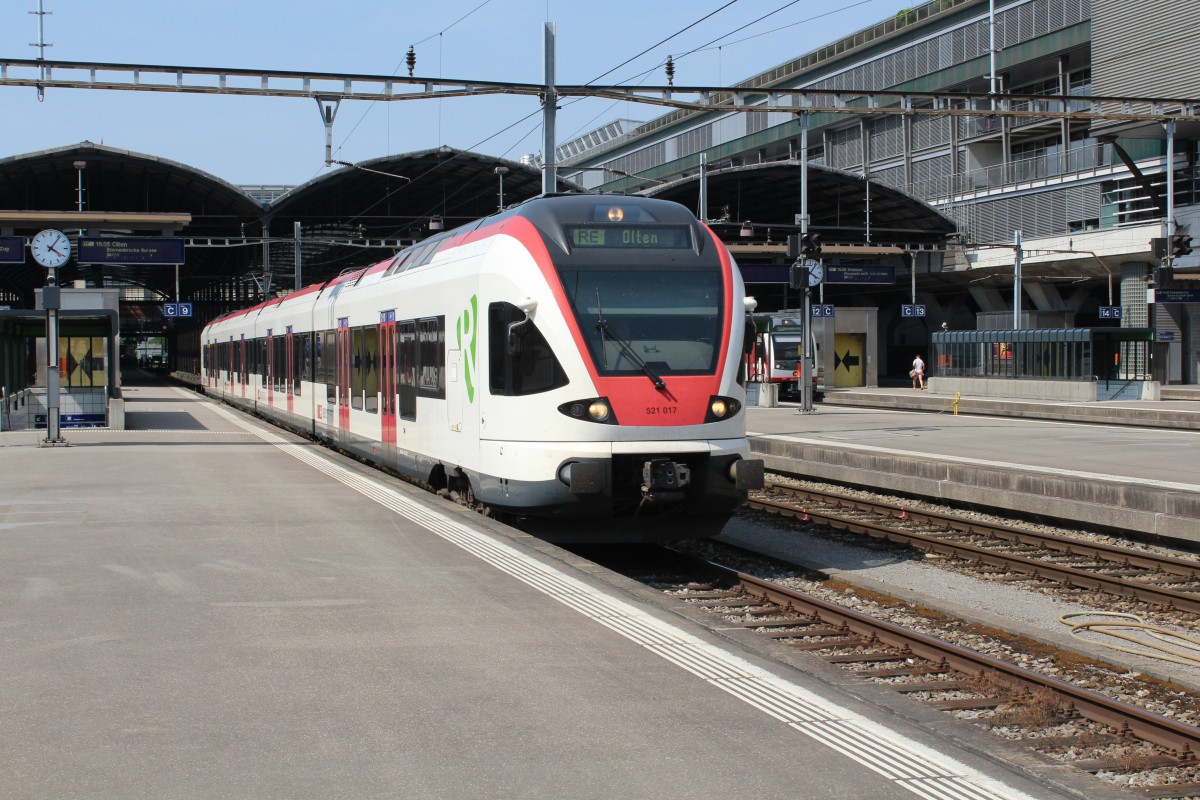
Stadler Flirt der SBB im Bahnhof Luzern als RE nach Olten

Neben den S-Bahnlinien verkehren ebenfalls beschleunigte RegioExpress-Züge (RE) auf dem Gebiet der S-Bahn Luzern. Diese sind ebenfalls auf den offiziellen Plänen aufgeführt.
- RE 24 Luzern – Olten
Dieser RegioExpress bietet für viele Bahnhöfe zwischen Luzern und Olten eine zweite stündliche Verbindung.
- RE 7 Luzern – Wolhusen – Bern/Langenthal als S7
Der RegioExpress Luzern–Bern ergibt zusammen mit der S6 einen ungefähren Halbstundentakt zwischen Wolhusen und Langnau im Emmental, wo er mit Ausnahme von Hasle LU alle Stationen bedient. Die S7 verkehrt zwischen Luzern und Wolhusen mit dem RE gekoppelt.
- RE Olten – Lenzburg – Arth-Goldau (Südbahn-Express)
Seit Fahrplanwechsel im Dezember 2020 verkehren am Wochenende morgens zwei RegioExpress von Olten nach Arth-Goldau – mit Anschluss auf die InterCity-Züge ins Tessin – und abends wieder zurück. Damit kann im Vergleich zur Fahrt via Zürich rund eine halbe Stunde eingespart werden.[7]

### Schnellbus

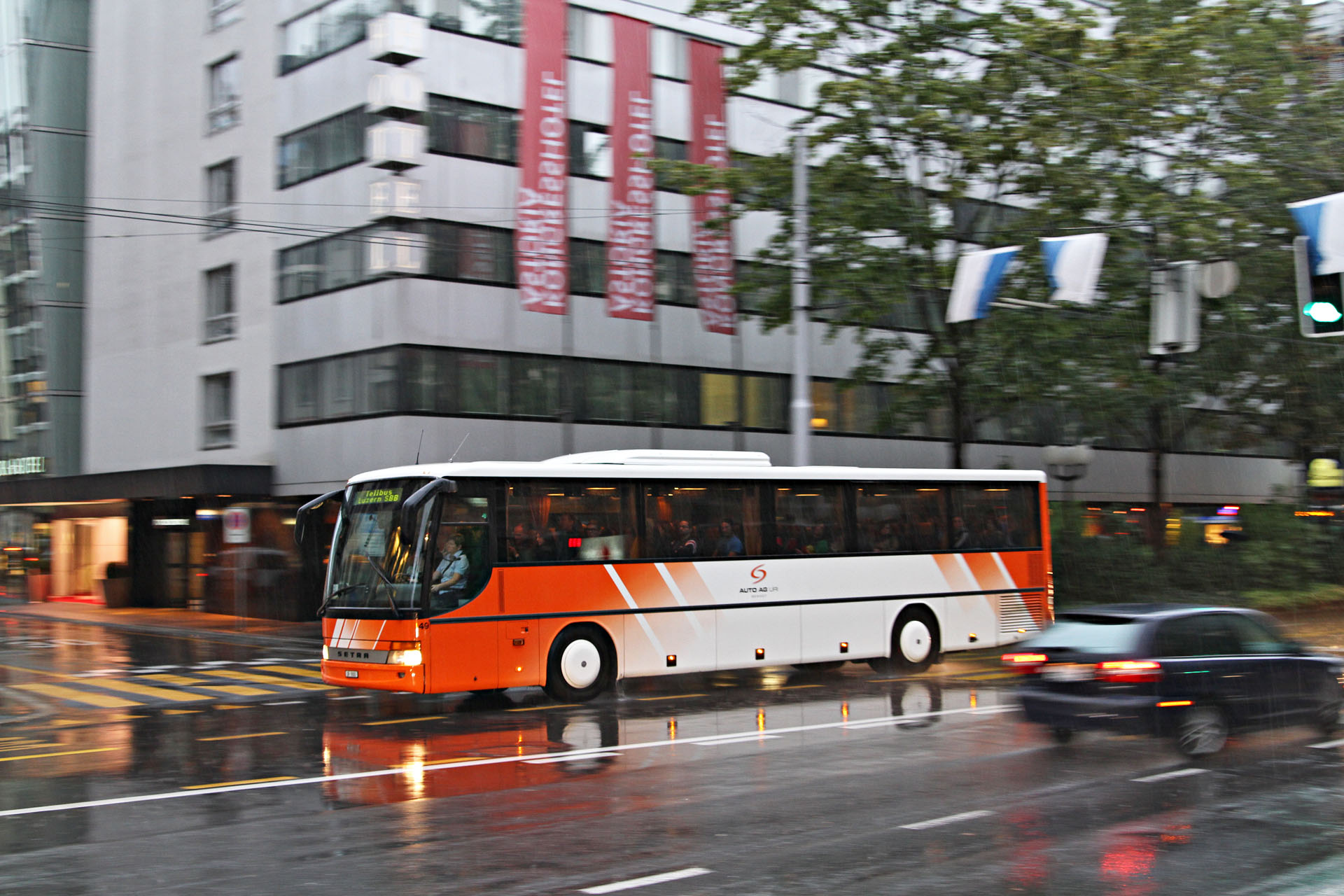
Tellbus Altdorf–Luzern der Auto AG Uri in Luzern

Das Liniennetz wird seit 2006 entlang des südlichen Ufers des Vierwaldstättersees durch die Schnellbuslinie Luzern – Flüelen – Altdorf (Tellbus) ergänzt, wodurch die Reisezeit zwischen Luzern und Altdorf im Gegensatz zu den über Arth-Goldau verkehrenden Zügen halbiert werden konnte. Der Tellbus wird von der Auto AG Uri in Kooperation mit den Verkehrsbetrieben Luzern betrieben. Zwischen Stans und Altdorf verkehrt zudem seit Dezember 2015 die Postauto-Linie 310 (Winkelriedbus) nach demselben Prinzip während der Hauptverkehrszeiten.

## Weitere Planungen und Ideen

### Wiederaufnahme Personenverkehr Sursee–Triengen
Es wurde eine Studie zur Wiederaufnahme des 1971 eingestellten Personenverkehrs auf der Sursee-Triengen-Bahn (ST) veröffentlicht. Die Strecke ist noch erhalten, sie wird von SBB Cargo und für nostalgische Dampfzugfahrten benützt. Baumassnahmen wären nur innerhalb des Bahnhofs Sursee notwendig. Vorgesehen wäre entweder eine stündliche Verlängerung der S1 Luzern – Sursee oder die Spitzkehre der 43 Minuten in Sursee wartenden Komposition der S29 aus Olten nach Triengen; zudem die Einrichtung einer S-Bahnhaltestelle Sursee Industrie. Voraussetzung wären aber erhebliche Investitionen in die ST, insbesondere deren Elektrifikation. Die betroffenen Gemeinden haben sich mehrheitlich gegen einen solchen Schienenverkehr ausgesprochen.

### Taktverdichtung Luzern–Horw
Der zwischen Luzern und Hergiswil bestehende 15-Minuten-Takt wurde seit dem 12. Dezember 2021 durch die neue S41 Luzern–Horw erhöht. Die nur während der Hauptverkehrszeit betriebene Linie verkehrt halbstündlich, womit ein Siebeneinhalb-Minuten-Takt entstand. Dazu wurde die rund 250 Meter lange Doppelspur-Lücke in der Bahnhofseinfahrt von Luzern geschlossen. Die Bauarbeiten für das 72 Millionen Franken teure Projekt hatten im Oktober 2020 begonnen.

### Geplante oder vorgeschlagene Haltestellen
- Luzern Paulusplatz S 1  S 3  S 6 S 9 [14][15]
- Luzern Kreuzstutz S 1  S 6  S 9  [14][15]
- Littau Ruopigen S 6  [14]
- Luzern Langensand-Steghof S 4  S 5  [14]
- Stans Bitzi (Stans West) S 4  [15][16]
- Luzern Schlossberg S 1  [17]
- Ebikon Rotsee S 1  [17]
- Emmenbrücke Benziwil S 1  [18]
- Schwyz Süd S 3  beim ehemaligen Zeughausareal in Seewen[19]
- Brunnen Stegstuden S 3  [19]
- Brunnen Nord S 3  beim ehemaligen Holcim-Areal[19]